# دهستان تاکورانا
دهستان تاکورانا (به لاتین: Tahkuranna Parish) یک دهستان در استونی است که در شهرستان پارنو واقع شده‌است.

## خصوصیات
دهستان تاکورانا ۱۰۳٫۴ کیلومترمربع مساحت و ۲٬۰۱۰ نفر جمعیت دارد.